# Barzón (bollo)
El barzón es una pieza de bollería típica de Autol (La Rioja, España).
Se trata de un bollo de origen árabe remontado a los siglos IX y X, que deben su nombre a la forma que evoca la pieza, del mismo nombre, por la que se introduce el timón del arado, quedando mediante un ramal enganchado al yugo, compuesto tradicionalmente con agua hervida con aceite, zumo de naranja, anís y canela. Originalmente se bendicen en San Blas estos postres en la Iglesia de San Adrián y Santa Natalia.
Además de ser el dulce típico de las fiestas populares y patronales (en las festividades de San Blas), al igual que los artaguitones, el barzón se puede consumir a modo de desayuno o de postre. Como dije, se producen en Autol y hoy en día son ampliamente reconocidos como repostería riojana y se comercializan en toda la provincia como producto típico.